# Casa Kyu Asakura

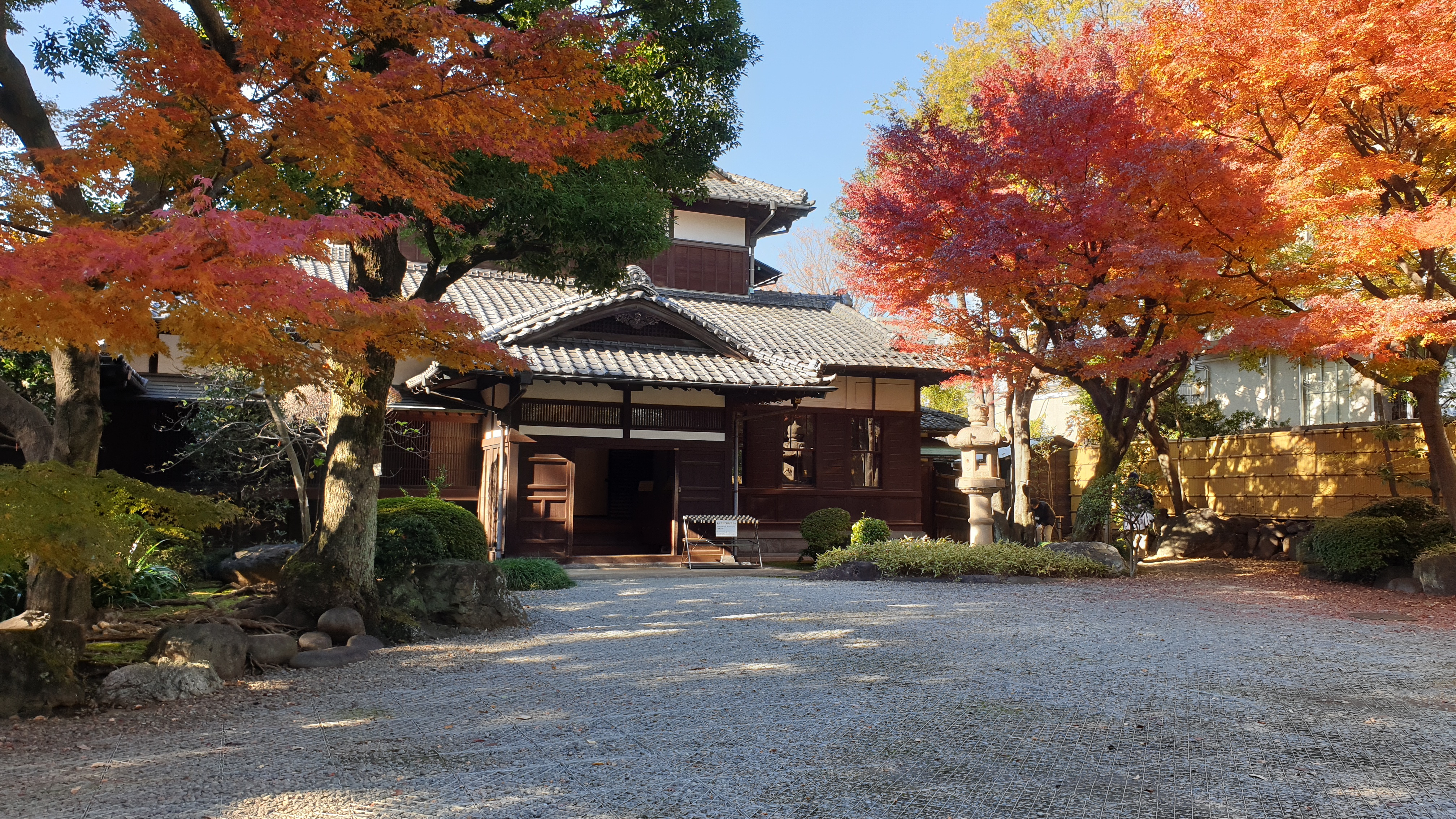
Casa Kyu Asakura.

La Casa Kyu Asakura (旧朝倉家住宅 Kyū Asakura Jūtaku?, literalmente "Antigua Casa Asakura") es una histórica casa en Shibuya, Tokio. La casa incluye un jardín grande del estilo roji, una clase de jardín que rodea la casa de té (Chashitsu).

## Historia
La casa fue construida en 1919 por Torajiro Asakura como vivienda y para actividades empresariales. La casa sobrevivió al Gran terremoto de Kantō y a la Segunda Guerra Mundial. Durante largo tiempo fue utilizada como Sede de la Asamblea para la ciudad de Shibuya por el Ministerio japonés de Economía y Proyectos. 
Más adelante, Fumihiko Maki, el arquitecto de un centro comercial adyacente, insistió en la preservación de la casa, mencionando que la misma era un buen ejemplo de la arquitectura de la Era Taishō.
En 2004 la casa fue designada por el gobierno japonés como Bien Cultural Importante de Japón. La casa es administrada por el ayuntamiento Shibuya y está abierta al público como museo.